# Ruud Degenaar
Ruud Degenaar (* 21. August 1963; † 7. Juni 1989 bei Zanderij, Suriname; auch Rudy oder Rudi Degenaar) war ein niederländisch-surinamischer Fußballspieler.
Degenaar war ein athletischer Verteidiger, der Wiel Coerver so sehr beeindruckte, dass er ihn als Modell für die Fotos in seinem Trainingslehrbuch Leerplan voor de ideale voetballer aus dem Jahr 1983 auswählte. Sein Vater Dolf Degenaar war in den 1950er und 1960er Jahren ebenfalls Fußballspieler gewesen, unter anderem lange in der ersten Mannschaft des FC Zwolle. Rudi, wie Ruud gerufen wurde, spielte als Profi bei Heracles Almelo. 1985 gehörte er wie Hendrie Krüzen als jonkie, als Jungspieler zu der Mannschaft, die den Aufstieg in die Eredivisie feiern konnte. In der Spielzeit 1985/86 absolvierte er zunächst acht Spiele für die Go Ahead Eagles aus Deventer, ehe er wieder in Almelo zu 16 weiteren Einsätzen in der Ehrendivision kam. Nach dem direkten Abstieg blieb er beim SC Heracles in der Eerste Divisie. Nebenher spielte er gelegentlich Hallenfußball, so für das Team Yozgatspor, mit dem er 1987 ein multikulturelles Hallenturnier in Hengelo gewann.
Im Jahre 1989 trug er sich mit dem Gedanken an einen Vereinswechsel; Interesse an seiner Verpflichtung bestand beim FC Twente aus Enschede und beim MVV aus Maastricht, aber auch bei verschiedenen belgischen Vereinen. Ehe sich seine Pläne konkretisieren konnten, wurde er im Juni 1989 in die Kleurrijk Elftal, eine Auswahlmannschaft niederländischer und surinamischer Fußballspieler, berufen. Das Team wollte zu einem Freundschaftsturnier in Paramaribo reisen. Kurz vor der Landung verunglückte die Douglas DC-8 auf dem Surinam-Airways-Flug 764 bei Zanderij; Degenaar und seine Freundin Hedwig Wolthuis waren unter den 176 Todesopfern des Flugunfalls.